# Adam Darius
Adam Darius (Manhattan, Nueva York; 10 de mayo de 1930-Espoo; 3 de diciembre de 2017), es un bailarín, mimo, escritor y coreógrafo estadounidense. Como intérprete actuó en más de 80 países. Como escritor, publicó 13 libros y escribió 21 obras de teatro.
En un programa dedicado a su carrera, el Servicio Mundial de la BBC lo describió como «uno de los talentos más excepcionales del siglo 20».

## Biografía
Adam Darius nació en Manhattan, Nueva York, en una familia de origen turco y ruso.

### Carrera de Ballet
Adam Darius recibió su entrenamiento en ballet y danza contemporánea, con los maestros Anatole Oboukhov, George Goncharov, Olga Preobrazhénskaya y José Limón entre otros. En su formación como actor, Adam Darius estudió con Raikin Ben-Ari, del Teatro Habima Moscú, con la actriz ganadora del Oscar Shelley Winters, y con Herbert Berghof.
Luego, bailó en compañías de ballet, incluyendo el Ballet Internacional (Reino Unido), Royal Winnipeg Ballet (Canadá), el Ballet de Río de Janeiro (Brasil) y el Ballet de escandinavos (Dinamarca). También fue coreógrafo de la Ópera Nacional de Israel y luego director de su propia compañía, el Ballet de Israel. Coreografió ballets para las primeras bailarinas estadounidenses Cynthia Gregory y Melissa Hayden, así como cuatro operas para la estrella de la ópera Plácido Domingo.
Adam Darius también colaboró con el director principal de cine sueco Ingmar Bergman, el actor francés Jean-Louis Barrault y el cantante y compositor belga Jacques Brel.
Algunos de los ballets más memorables de Adam Darío incluyen:
- Marilyn - Un ballet basado en la vida de Marilyn Monroe, que fue patrocinado por el grupo de rock Jethro Tull, y duró cinco semanas en el West End de Londres.
- El Ballet de Anna Frank - Su creación más conocida que posteriormente se produjo como video. Obra en la que bailó el papel de Otto Frank, el padre de Anna Frank.

### Mimo expresivo
Más tarde, Adam Darius comenzó a perfeccionar su propia fusión de la danza y el mimo en un nuevo estilo, descrito como 'el mimo expresivo'. Así surgió un unipersonal excepcional con el cual recorrió gran parte del mundo, incluyendo tierras tan distantes como Afganistán, la Unión Soviética, Taiwán, Indonesia, Suazilandia, Papúa Nueva Guinea y Australia.
Como creyente en el poder del arte para superar las diversas culturas, ha actuado en varias ocasiones en todo el mundo árabe en Damasco, Casablanca, Beirut, El Cairo, Alejandría, Amán, Teherán, Isfahán, Shiraz, Estambul y Túnez.
El concepto del Sr. Darius de expresión corporal y teatro físico también fue empleado en las producciones de Londres la Torre de Babel y Rimbaud y Verlaine, en colaboración con Kazimir Kolesnik. Juntos, produjeron Yukio Mishima, que fue presentado por primera vez en la cárcel de mujeres de Holloway en Londres y luego visto en Finlandia, Eslovenia y Portugal. Entre sus producciones más emblemáticas estuvo serpiente en la hierba, presentado en Amán, Jordania, y reconocido con el Premio Noor Al Hussein.
Junto con Kazimir Kolesnik, dirigió anualmente el Teatro Infantil de las Islas Shetland desde 1989 hasta 1998. Allí, en el lugar más septentrional de Gran Bretaña, el Teatro Garrison, sus producciones incluyeron: la búsqueda de Shirley Temple, Santa Claus va a Las Vegas y el Rey de Rock 'n' Roll.
Adam Darius sigue la vuelta al mundo con Kazimir Kolesnik presentándose con su dúo: Muerte de un Espantapájaros.

### Enseñanza
Adam Darius ha estado enseñando, además de actuando y bailando, desde los primeros años de su carrera.
En 1978, Adam Darius y Marita Crawley fundaron el Centro de Mimo en Londres, un lugar donde los estudiantes de todo el mundo podían estudiar el sistema de Adam Darius de mimo expresivo. Este curso configuró la base del aclamado libro del Sr. Darius The Adam Darius Method. En Gran Bretaña, ha impartido su enseñanza al mimo, bailarín y director Kasimir Kolesnik,a la estrella de rock Kate Bush, a las estrellas de Hollywood Kate Beckinsale y Jennifer Beals, a los actores británicos Warren Mitchell y Clarke Peters, así como al dramaturgo más importante de Siria, director y crítico, el Dr. Riad Ismat, entre otros.
En 1994, el Centro de Mime se trasladó a Helsinki, Finlandia. Los beneficiarios de la tutela de Adam Darius siguen abarcando muchos miembros prominentes del mundo de la danza como Frank Andersen, exdirector de la Ballet Real Danés, Dinna Bjørn, exdirectora del Ballet Nacional de Finlandia, Fernando Jhones del Ballet Nacional de Cuba, y Carolina Agüero y Darío Franconi del Ballet de Hamburgo.
Adam Darius enseña clases magistrales cada vez que está de gira.Compañías de teatro en todo el continente africano se han beneficiado de su enseñanza, al igual que los actores de Asia, desde Malasia a Japón. En América del Norte, ha enseñado ampliamente en Nueva York, Florida y California.

## Libros por Adam Darius
| Autor        | #  | Año  | Títle                                           | Páginas | Editor                 | Ciudad   | ISBN                   | Género                    |
| ------------ | -- | ---- | ----------------------------------------------- | ------- | ---------------------- | -------- | ---------------------- | ------------------------- |
| Darius, Adam | 1  | 1973 | Dance Naked in the Sun                          | 325     | Latonia Publishers     | Londres  | ISBN 0-9502707-0-9     | Autobiografía             |
| Darius, Adam | 2  | 1978 | The Way to Timbuktu                             | 276     | Latonia Publishers     | Londres  | ISBN 0-9502707-1-7     | Autobiografía             |
| Darius, Adam | 3  | 1984 | The Adam Darius Method                          | 270     | Latonia Publishers     | Londres  | ISBN 0-9502707-2-5     | Técnica                   |
| Darius, Adam | 4  | 1988 | The Man Who Spat at Fate                        | 251     | Latonia Publishers     | Londres  | ISBN 0-9502707-3-3     | Novela                    |
| Darius, Adam | 5  | 1991 | The Guru                                        | 115     | Latonia Publishers     | Londres  | ISBN 0-9502707-4-1     | Filosofía                 |
| Darius, Adam | 6  | 1996 | The Commedia Dell' Arte                         | 97      | Kolesnik Production OY | Helsinki | ISBN 952-90-7188-4     | Técnica                   |
| Darius, Adam | 7  | 1998 | Acting - A Psychological and Technical Approach | 208     | Kolesnik Production OY | Helsinki | ISBN 952-90-9146-X     | Técnica                   |
| Darius, Adam | 8  | 2000 | Audition Monologues                             | 128     | Kolesnik Production OY | Helsinki | ISBN 951-98232-0-4     | Técnica                   |
| Darius, Adam | 9  | 2003 | Double Existence                                | 202     | Kolesnik Production OY | Helsinki | ISBN 951-98232-1-2     | Novela                    |
| Darius, Adam | 10 | 2004 | A Nomadic Life                                  | 250     | Kolesnik Production OY | Helsinki | ISBN 951-98232-2-0     | Autobiografía             |
| Darius, Adam | 11 | 2005 | When Your Dog Dies                              | 63      | Kolesnik Production OY | Helsinki | ISBN 951-98232-3-9     | Bienestar de los Animales |
| Darius, Adam | 12 | 2007 | Arabesques Through Time                         | 407     | Harlequinade Books     | Helsinki | ISBN 951-98232-4-7     | Autobiografía             |
| Darius, Adam | 13 | 2009 | Death in Damascus                               | n/a     | e-book                 | n/a      | ISBN 978-952-92-5476-7 | Novela                    |

## Galardones y premios
- 1976: Medallón de plata del Festival de monodrama Belgrado (Yugoslavia)
- 1976: Miembro honorario de la de la Comunidad del Norte de Sumatra (Indonesia)
- 1978: American Television Emmy (EE. UU.)
- 1984: Premio Positano Leonid Massine per l'Arte della Danza (Italia)
- 1987: Llave de la Ciudad de Las Vegas (EE. UU.)
- 1998: Shetland Dance and Mime Award (Reino Unido)
- 2001: Noor Al Hussein Foundation Award (Jordania)
- 2002: Beirut Festival du Rire Trophy (Líbano)
- 2003: Noor Al Hussein Foundation Award (Jordania)
- 2009: Orden de Luis Manuel Gutiérrez (Venezuela)